# Zaplethocornia fumipennis
Zaplethocornia fumipennis là một loài tò vò trong họ Ichneumonidae.